# Jesús Bermúdez
Jesús Bermúdez Torres (Oruro, 24 de enero de 1902 - Oruro, 3 de enero de 1945) fue un futbolista boliviano que jugaba como guardameta. Fue parte de la Selección Boliviana que participó en la Copa Mundial de Fútbol de 1930.
Fue el primer arquero de la Selección Boliviana de Fútbol que debutó a nivel internacional en el Sudamericano de Chile 1926, jugó también el de Perú 1927, donde contuvo un penal a uno de los mejores rematadores argentinos del momento. Fue el portero titular de Bolivia en el Mundial de 1930.
Sus inicios los hizo en el equipo de Calaveras Fútbol Club de su natal Oruro, de ahí pasó al Oruro Royal, pero su fama se originó en los campeonatos nacionales de selecciones departamentales, en los que defendió la valla orureña de gran manera para ser convocado a la Selección Nacional.

## Biografía
Jesús Bermúdez nació en Oruro y desde la edad de doce años empezó a jugar al fútbol. Se casó con Alicia Tovar Loayza, con la que tuvo cuatro hijos. 
El 1932 al estallar la Guerra del Chaco, se enlistó a defender a su país. Al volver de la guerra, siguió jugando hasta el día de su retiro.
Jesús Bermúdez falleció el 3 de enero de 1945 a los 42 años de edad. Sus restos yacen en el cementerio general de la ciudad de Oruro.
Existen dos teorías acerca del fallecimiento de Jesús Bermúdez la primera que falleció a causa de las secuelas de la guerra. Y la segunda que falleció en un partido de fútbol luego de que de forma incesante y permanente realizara esta actividad deportiva. Esta segunda versión fue dada en una entrevista por su esposa al El Diario el 2014.

## Trayectoria

### Inicios en el balompié boliviano
Bermúdez empezó jugando al fútbol como zaguero derecho en el Bolívar Nimbles de su natal Oruro posteriormente pasó al Calaveras FBC donde continuó jugando como defensor, un día cuando su equipo debía jugar un partido su arquero no se presentó y entonces Bermúdez se ofreció de guardameta en una actuación destacada, sus compañeros no podían creer sus dotes de portero y sin saberlo ese día se quedó como el arquero titular del equipo. Al transcurrir los días, los dirigentes de su equipo, lo designaron arquero intransferible.
Fue destacándose partido a partido y pronto su talento como guardameta sería reconocido en todo el país. No tardo en ser convocado primero a su selección departamental y luego a la Selección de fútbol de Bolivia.
Luego de hacerse conocer en todo el país uno de los mejores equipos de su ciudad el Oruro Royal lo contrató en 1925 Bermúdez jugó para el Royal entre los años 1925 y 1930. 
En 1926 la Confederación Sudamericana de Fútbol (CONMEBOL) reconoce a Bolivia cómo Federación y lo invita al torneo sudamericano (hoy Copa América) de 1926 en Chile. Sin duda alguna el arquero elegido por el entrenador Job de la Cerda, para ese torneo, fue Jesús Bermúdez, quien había demostrado ser el mejor guardameta del país. Y así ese joven orureño, se convirtió en el primer arquero de la historia de la selección nacional.
Cuatro años más tarde, la historia le tendría un lugar guardado a Jesús Bermúdez y sus compañeros, ya que les tocaría jugar la primera Copa del Mundo en Uruguay 1930.
Ese mismo año 1930 Bermúdez retorna al Calaveras FBC dónde jugó dos partidos contra el Bolívar.

## Selección nacional
Ha sido internacional con la Selección de Bolivia en 8 partidos. Participó en el Campeonato Sudamericano 1926, Campeonato Sudamericano 1927  y en la Primera Copa del Mundo en 1930.
Bermúdez jugó en los tres partidos que fueron derrotas contra Chile (1:7), Argentina (0:5) y Paraguay (1:6) con un total de 18 goles en contra; en el cuarto partido del Campeonato que fue reemplazado por Hernán Araníbar. En el Campeonato Sudamericano 1927, jugó otros tres partidos contra Argentina (1: 7), Uruguay (0: 9), y Perú (2: 3) con un total de 19 goles en contra. En julio de 1930, cuando jugaba en Oruro Royal fue convocado a la primera Copa del Mundo en Uruguay con el equipo nacional. Bermúdez llegó bajo el mando del entrenador Ulises Saucedo en los partidos contra Yugoslavia (0: 4), y Brasil (0: 4) con un total de ocho goles en contra.
Bermúdez jugó entre 1926-1930 en ocho de los nueve primeros partidos internacionales de la selección boliviana. En total recibió 45 goles en contra.

### Participaciones en laCopa Mundial de Fútbol
| Torneo               | Sede    | Resultado    | Partidos | Goles |
| -------------------- | ------- | ------------ | -------- | ----- |
| Copa Mundial de 1930 | Uruguay | Primera fase | 2        | 0     |

### Participaciones enCopa América
| Edición                      | Sede                   | Resultado              | Partidos | Goles |
| ---------------------------- | ---------------------- | ---------------------- | -------- | ----- |
| Campeonato Sudamericano 1926 | Chile                  | 5°                     | 3        | 0     |
| Campeonato Sudamericano 1927 | Perú                   | 4°                     | 3        | 0     |
| Total en Copas América       | Total en Copas América | Total en Copas América | 6        | 0     |

## Clubes
| Club               | País    | Año         |
| ------------------ | ------- | ----------- |
| Calaveras F. B. C. | Bolivia | 1925 - 1928 |
| Oruro Royal        | Bolivia | 1929 - 1930 |
| Calaveras F. B. C. | Bolivia | 1931 - 1932 |

## Homenajes

### Estadio con su nombre en Oruro
En la ciudad de Oruro, Bolivia, el estadio departamental se llama Estadio Jesús Bermúdez.

### Botines
Los botines de Jesús Bermúdez se encuentran en el Museo del Deporte nacional en la ciudad de La Paz.